# Vicenza
Vicenza ([viˈtʃɛnt:sa]ⓘ también escrito como Vicenzsa o Vicensa en véneto) es una ciudad italiana de 113 946 habitantes (o hasta 227 226, considerando la franja suburbana), capital de la provincia homónima de la región del Véneto. Es sede episcopal católica y una de las capitales mundiales de la joyería de oro. Ocupa el tercer puesto entre las ciudades industriales del país.
Es conocida también como la Ciudad de Palladio (Città del Palladio, en italiano), pues el famoso arquitecto ejecutó numerosas obras en ella. En efecto, Vicenza es también un centro arquitectónico de primer orden en el Véneto y en Italia, así como centro turístico y cultural. En 1994 fue inscrita como Patrimonio de la Humanidad por la Unesco, declaración a la que se sumaron en 1996 las villas palladianas.

## Geografía
Se encuentra al norte del país, a 60 km al oeste de Venecia y 200 km al este de Milán. Situada apenas a 39 metros sobre el nivel del mar (altitud mínima 26 m, máxima 183 m), la ciudad está bordeada al sur por las Colinas Berici y al oeste por los Prealpes. El centro histórico de la ciudad se ubica en la confluencia del río Bacchiglione con su afluente, el Retrone. Como sea, la muralla medieval se extendió más allá de la ribera de ambos ríos. El Astichello es otro de los riachuelos que cruzan a la ciudad.
El territorio municipal (comunale, en italiano) comprende no solo el núcleo urbano (muy extendido durante el siglo XIX), sino que se extiende hacia zona suburbana y rural vecina al Monte Bérico, que domina a la ciudad desde lo alto.
El centro bérico ha sido clasificado como una zona de sismicidad de grado 3 o más precisamente con sismicidad baja, de acuerdo a la «Ordinanza PCM» 3274 del 20 de marzo de 2003.

### Clima
Vicenza tiene un clima continental con inviernos fríos y húmedos, mientras que los veranos son cálidos y bochornosos. En el clima inciden las colinas y montañas circundantes, que atenúan o impiden las perturbaciones. 
| Parámetros climáticos promedio de Vicenza (normales 1971–2000, extremos 1951–2008) | Parámetros climáticos promedio de Vicenza (normales 1971–2000, extremos 1951–2008) | Parámetros climáticos promedio de Vicenza (normales 1971–2000, extremos 1951–2008) | Parámetros climáticos promedio de Vicenza (normales 1971–2000, extremos 1951–2008) | Parámetros climáticos promedio de Vicenza (normales 1971–2000, extremos 1951–2008) | Parámetros climáticos promedio de Vicenza (normales 1971–2000, extremos 1951–2008) | Parámetros climáticos promedio de Vicenza (normales 1971–2000, extremos 1951–2008) | Parámetros climáticos promedio de Vicenza (normales 1971–2000, extremos 1951–2008) | Parámetros climáticos promedio de Vicenza (normales 1971–2000, extremos 1951–2008) | Parámetros climáticos promedio de Vicenza (normales 1971–2000, extremos 1951–2008) | Parámetros climáticos promedio de Vicenza (normales 1971–2000, extremos 1951–2008) | Parámetros climáticos promedio de Vicenza (normales 1971–2000, extremos 1951–2008) | Parámetros climáticos promedio de Vicenza (normales 1971–2000, extremos 1951–2008) | Parámetros climáticos promedio de Vicenza (normales 1971–2000, extremos 1951–2008) |
| Mes                                                                                | Ene.                                                                               | Feb.                                                                               | Mar.                                                                               | Abr.                                                                               | May.                                                                               | Jun.                                                                               | Jul.                                                                               | Ago.                                                                               | Sep.                                                                               | Oct.                                                                               | Nov.                                                                               | Dic.                                                                               | Anual                                                                              |
| ---------------------------------------------------------------------------------- | ---------------------------------------------------------------------------------- | ---------------------------------------------------------------------------------- | ---------------------------------------------------------------------------------- | ---------------------------------------------------------------------------------- | ---------------------------------------------------------------------------------- | ---------------------------------------------------------------------------------- | ---------------------------------------------------------------------------------- | ---------------------------------------------------------------------------------- | ---------------------------------------------------------------------------------- | ---------------------------------------------------------------------------------- | ---------------------------------------------------------------------------------- | ---------------------------------------------------------------------------------- | ---------------------------------------------------------------------------------- |
| Temp. máx. abs. (°C)                                                               | 15.9                                                                               | 21.7                                                                               | 26.8                                                                               | 30.0                                                                               | 34.8                                                                               | 37.4                                                                               | 37.4                                                                               | 38.2                                                                               | 33.2                                                                               | 29.4                                                                               | 24.4                                                                               | 17.8                                                                               | 38.2                                                                               |
| Temp. máx. media (°C)                                                              | 7.0                                                                                | 9.3                                                                                | 13.5                                                                               | 17.3                                                                               | 22.8                                                                               | 26.2                                                                               | 29.1                                                                               | 28.7                                                                               | 24.3                                                                               | 18.4                                                                               | 11.8                                                                               | 7.5                                                                                | 18.0                                                                               |
| Temp. media (°C)                                                                   | 3.0                                                                                | 4.6                                                                                | 8.4                                                                                | 12.1                                                                               | 17.4                                                                               | 20.8                                                                               | 23.4                                                                               | 22.9                                                                               | 18.9                                                                               | 13.5                                                                               | 7.5                                                                                | 3.5                                                                                | 13.0                                                                               |
| Temp. mín. media (°C)                                                              | −1.0                                                                               | −0.1                                                                               | 3.3                                                                                | 7.0                                                                                | 11.9                                                                               | 15.5                                                                               | 17.7                                                                               | 17.2                                                                               | 13.5                                                                               | 8.5                                                                                | 3.1                                                                                | −0.4                                                                               | 8.0                                                                                |
| Temp. mín. abs. (°C)                                                               | −20.0                                                                              | −18.6                                                                              | −10.0                                                                              | −3.2                                                                               | −0.8                                                                               | 2.6                                                                                | 9.5                                                                                | 8.0                                                                                | 3.8                                                                                | −3.6                                                                               | −8.0                                                                               | −13.0                                                                              | -20.0                                                                              |
| Precipitación total (mm)                                                           | 76.5                                                                               | 67.9                                                                               | 76.9                                                                               | 97.3                                                                               | 100.0                                                                              | 104.3                                                                              | 74.0                                                                               | 79.5                                                                               | 92.7                                                                               | 115.5                                                                              | 93.7                                                                               | 81.5                                                                               | 1059.8                                                                             |
| Días de precipitaciones (≥ 1.0 mm)                                                 | 7.0                                                                                | 5.0                                                                                | 6.4                                                                                | 9.5                                                                                | 10.0                                                                               | 9.3                                                                                | 6.8                                                                                | 6.7                                                                                | 6.1                                                                                | 7.5                                                                                | 7.1                                                                                | 6.4                                                                                | 87.8                                                                               |
| Humedad relativa (%)                                                               | 81                                                                                 | 77                                                                                 | 73                                                                                 | 74                                                                                 | 72                                                                                 | 73                                                                                 | 72                                                                                 | 73                                                                                 | 74                                                                                 | 78                                                                                 | 80                                                                                 | 82                                                                                 | 76                                                                                 |
| Fuente: Servizio Meteorologico (humedad 1961–1990)                                 |                                                                                    |                                                                                    |                                                                                    |                                                                                    |                                                                                    |                                                                                    |                                                                                    |                                                                                    |                                                                                    |                                                                                    |                                                                                    |                                                                                    |                                                                                    |

## Demografía
| Gráfica de evolución demográfica de Vicenza entre 1861 y 2011 |
|                                                               |
| Fuente ISTAT - elaboración gráfica de Wikipedia               |

## Política
Vicenza tuvo gobiernos ciudadanos liderados por Democracia Cristiana desde 1948 hasta 1995. Desde 1985 hasta 1990, la Segunda Junta del Alcalde Corazzin tenía también socialistas y republicanos. A comienzos de la década de 1990, el nuevo alcalde, Achille Variati, gobernó dos juntas abiertas al PDS, el partido de los ex comunistas.
En la Segunda República, Vicenza tuvo como alcalde del Partito Popolare Italiano a Marino Quaresimin, que ganó las elecciones del 1995 con una coalición que comprendía populares, postcomunistas y verdes; o sea, los partidos principales de la coalición que ganó las elecciones generales italianas el año siguiente. En 1998 tuvieron nuevas elecciones comunales como consecuencia de la crisis de la Junta de centroizquierda. Esto permitió a la coalición conservadora de ganar las elecciones. Enrico Hullwech fue elegido alcalde dos veces y permaneció en su carga hasta 2008.
En 2008, la coalición de centroizquierda, constituida por el Partido Demócrata, Italia de los Valores y dos listas ciudadanas, bajo el liderazgo del exalcalde democristiano Achille Variati, ganó las elecciones. 

### Consejo Comunal
La composición es la siguiente: 12 concejales democráticos, 12 "cívicos" de centro-izquierda, 8 del Pueblo de las Libertades, 4 de la Liga Norte, 1 de la Unión Democrática de Centro, 2 de una lista cívica de derecha y 1 de una lista cívica de extrema izquierda relacionada con la lucha contra la nueva base americana.

## Economía
Vicenza es una ciudad industrial cuyo desarrollo empieza durante los años sesenta y que presenta hoy un tejido productivo y comercial dinámico y bien estructurado. Destaca la presencia de industrias metalúrgicas, textiles, químicas, farmacéuticas y sobre todo en el ámbito de joyería y ropa. La Exposición del Oro es internacionalmente famosa y tiene lugar en Vicenza tres veces al año (enero, junio y septiembre). Esto conjunto de empresas, casi exclusivamente pequeñas y medianas, es lo que permite a la ciudad ser tercera en exportaciones a nivel italiano (año 2005).

## Monumentos y lugares de interés

La ciudad de Vicenza y las villas palladianas del Véneto son Patrimonio de la Humanidad.

Vicenza está en la lista de la Unesco del Patrimonio de la Humanidad, junto con una serie de villas palladianas.

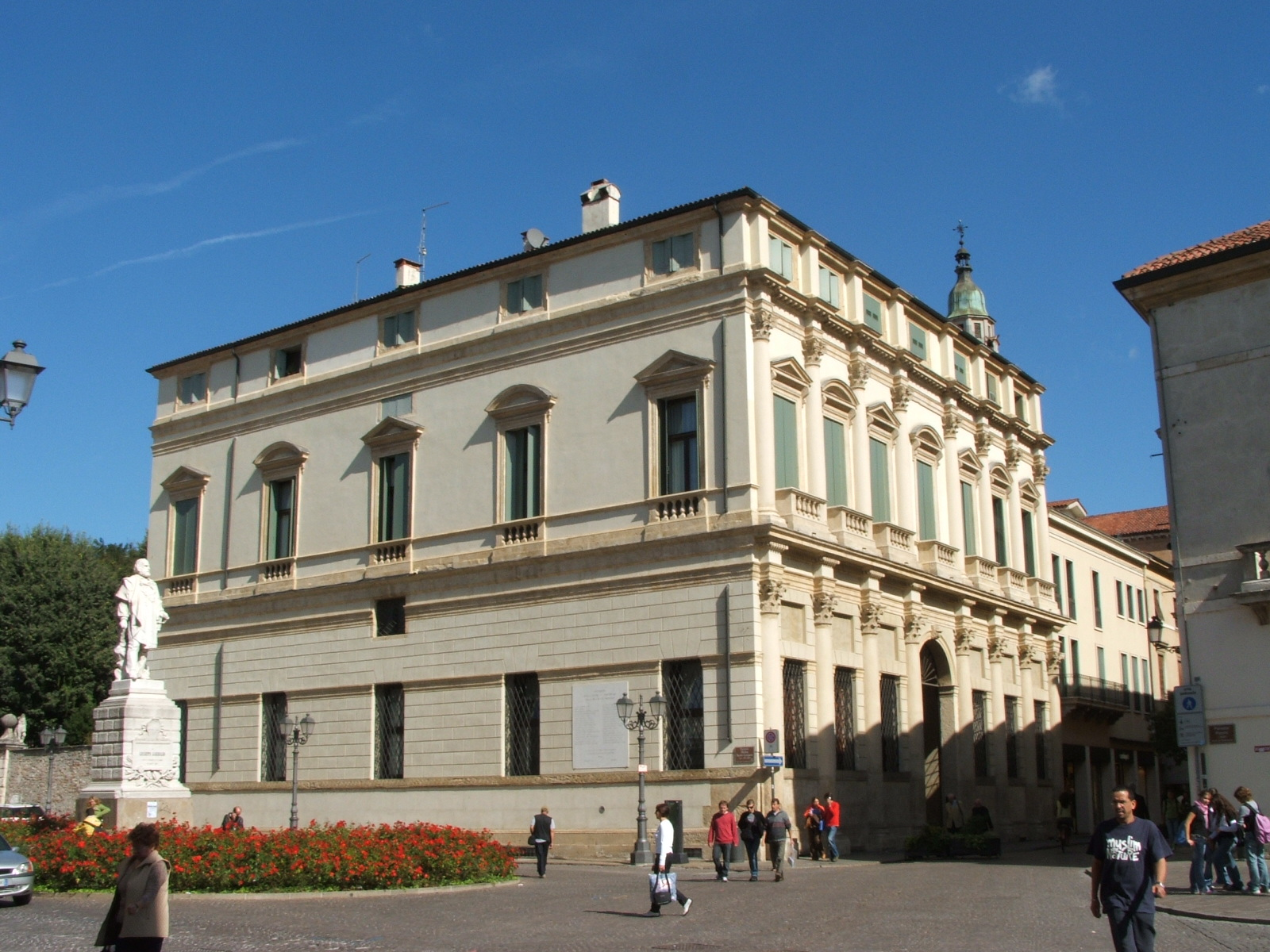
Palazzo Thiene por Palladio.
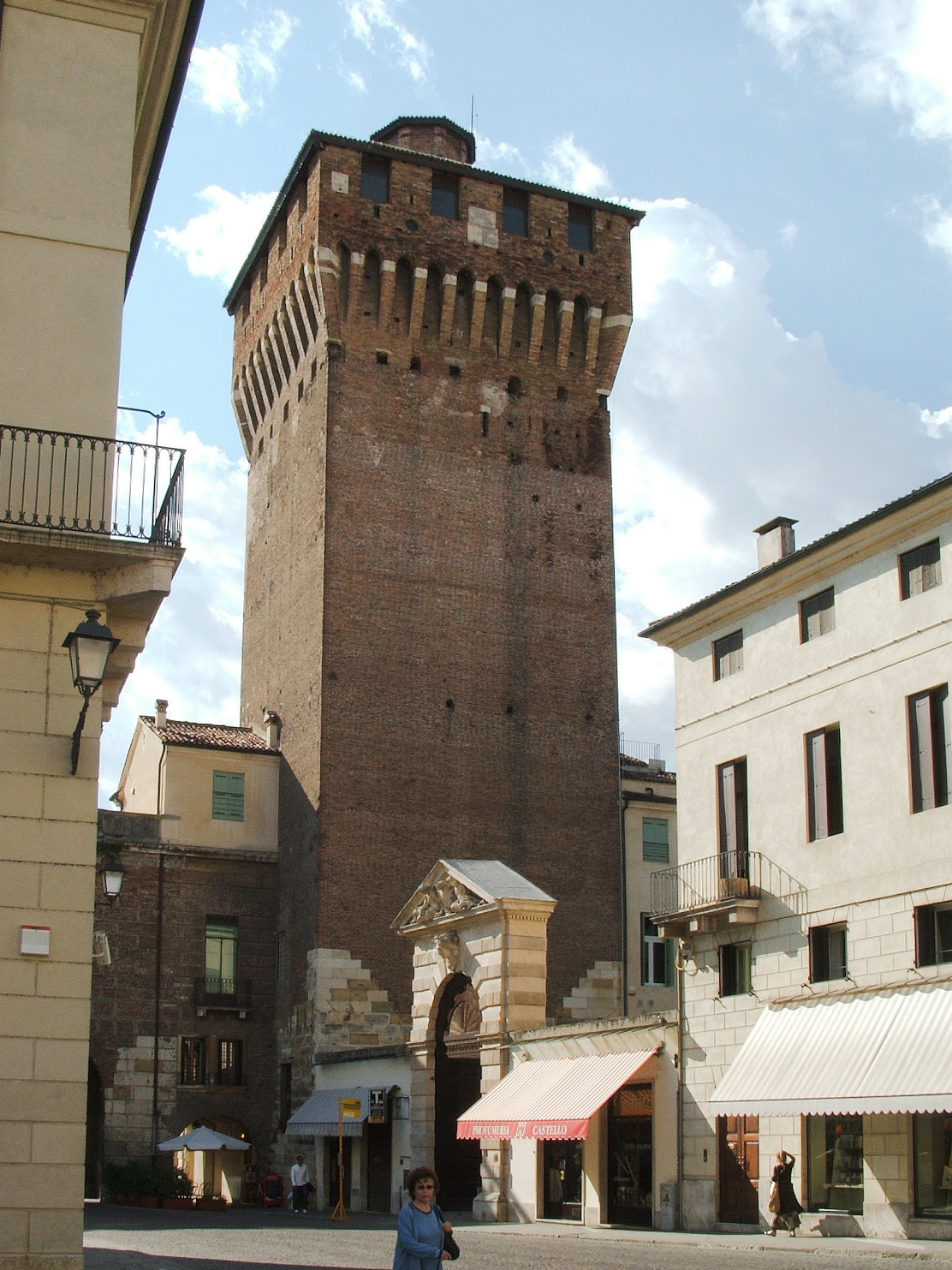
Torre de la Porta Castello.
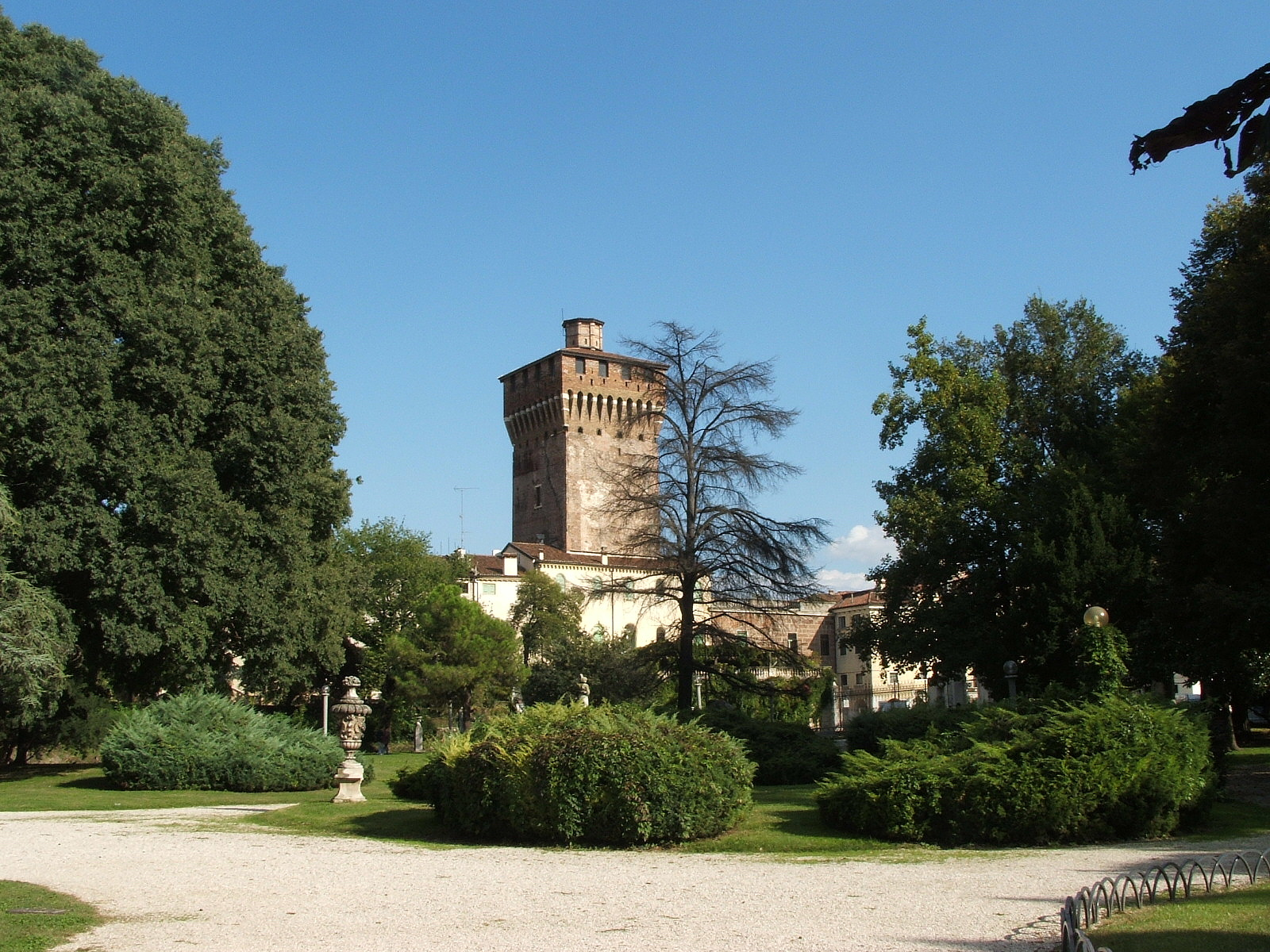
Torre de Piazza Castello vista desde los jardines de Salvi.
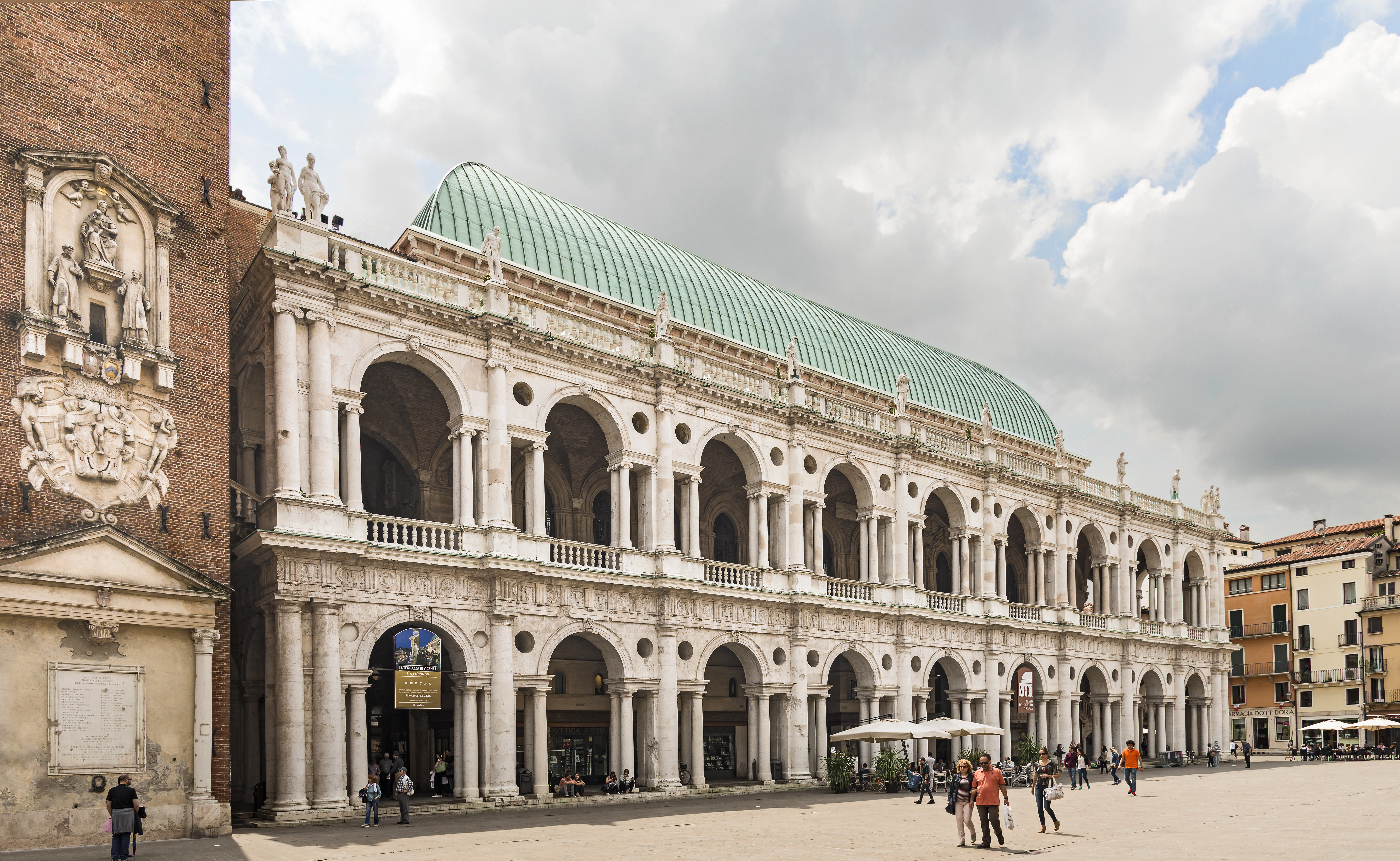
La «Basílica» palladiana.
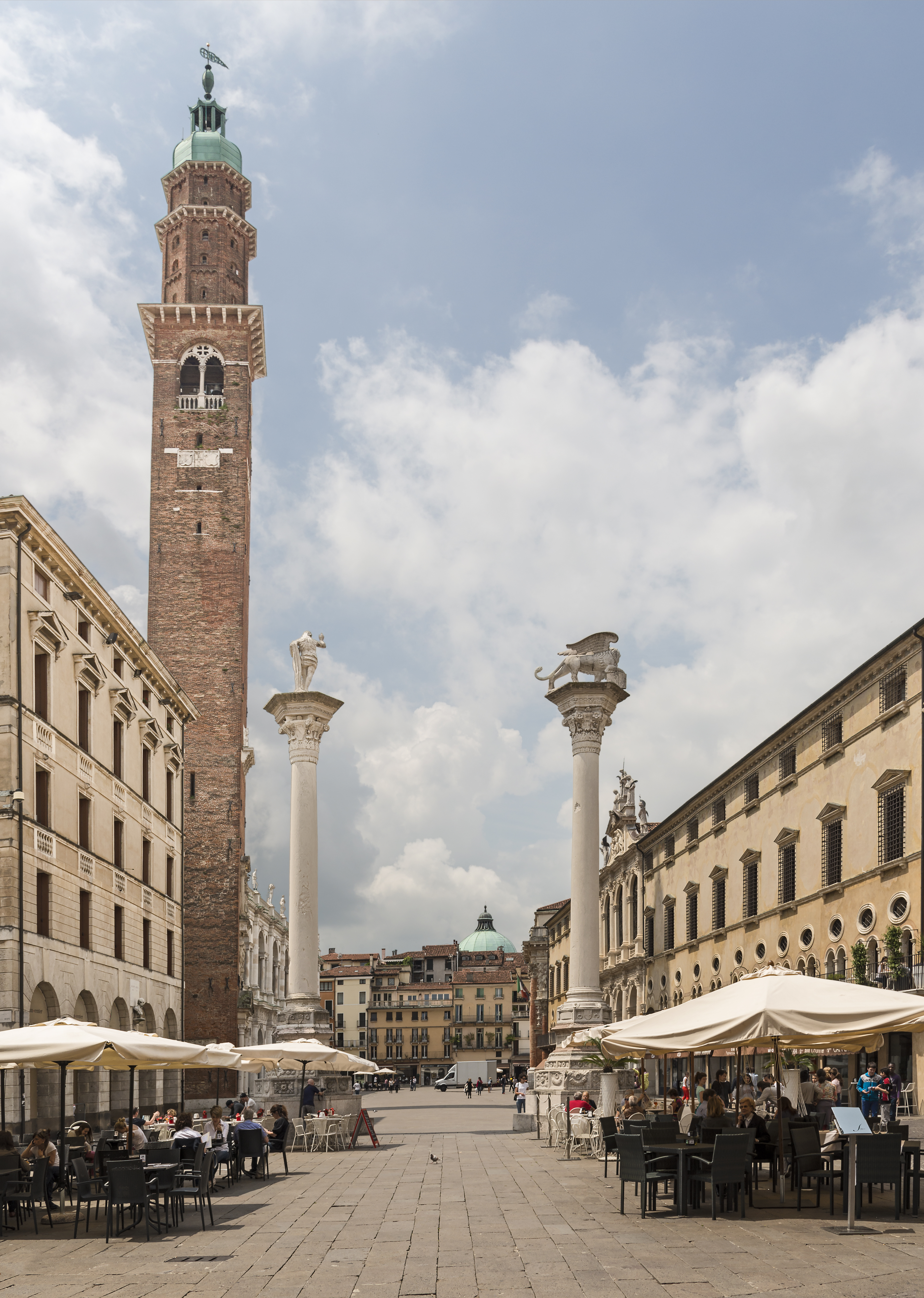
Piazza dei Signori.

### Obras de Palladio

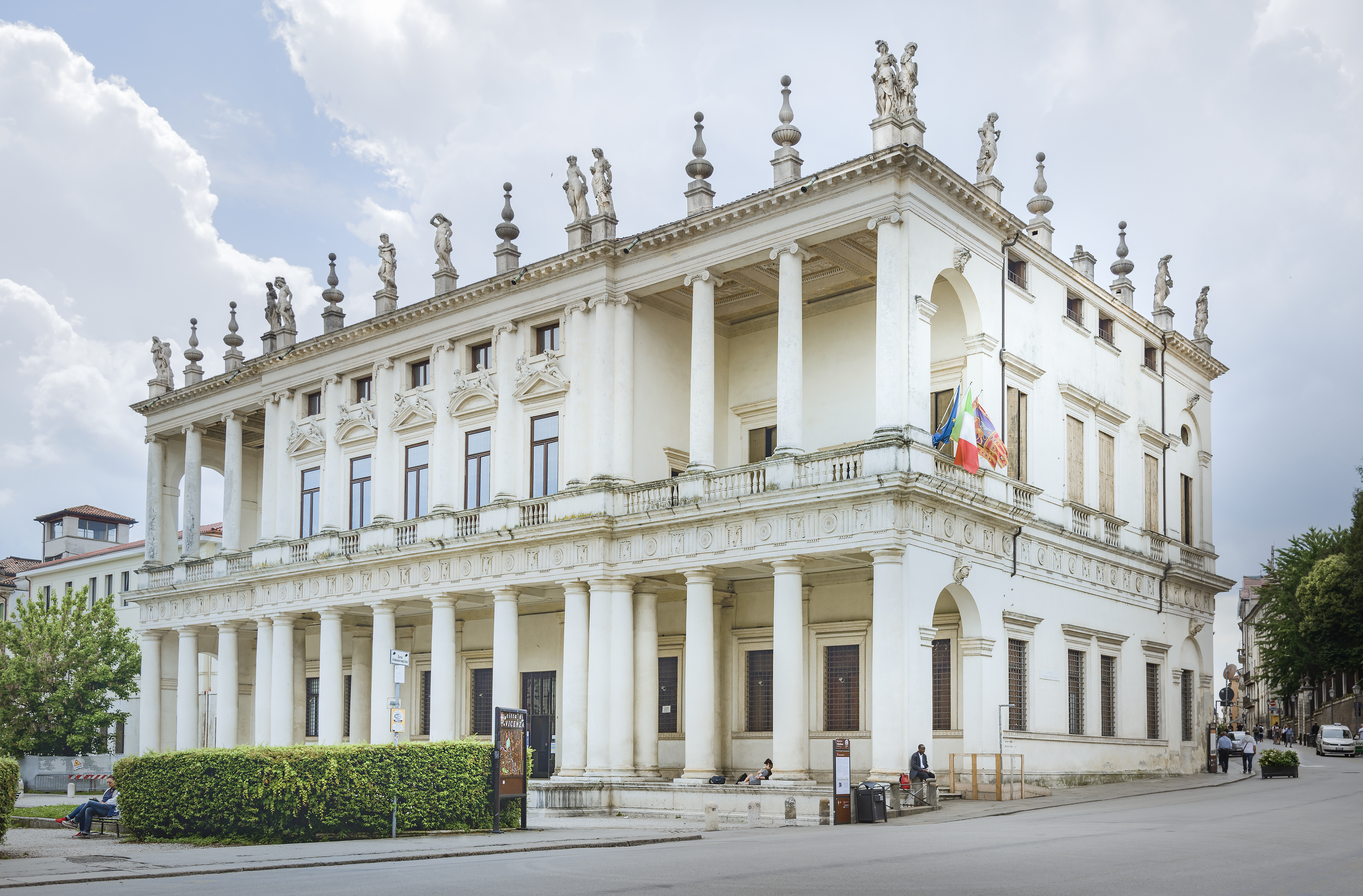
Palazzo Chiericati, por Palladio.

Se conservan veintitrés edificios diseñados por Palladio (todos del periodo 1580-1590). Entre ellos, cabe incluir:
- Villa Capra (también conocida como «La Rotonda»), ubicada justo a las afueras de la zona centro, edificada por Palladio y por Scamozzi entre 1550 y 1606..
- La pública Basílica Palladiana o «Palazzo della Ragione», ubicada centralmente en la Piazza dei Signori de Vicenza, de la que el propio Palladio dijo que soportaría la comparación con cualquier obra similar de la antigüedad. Junto a ella se encuentra la torre Bissara, de 82 metros de altura y que comenzó a construirse a finales del siglo XII.

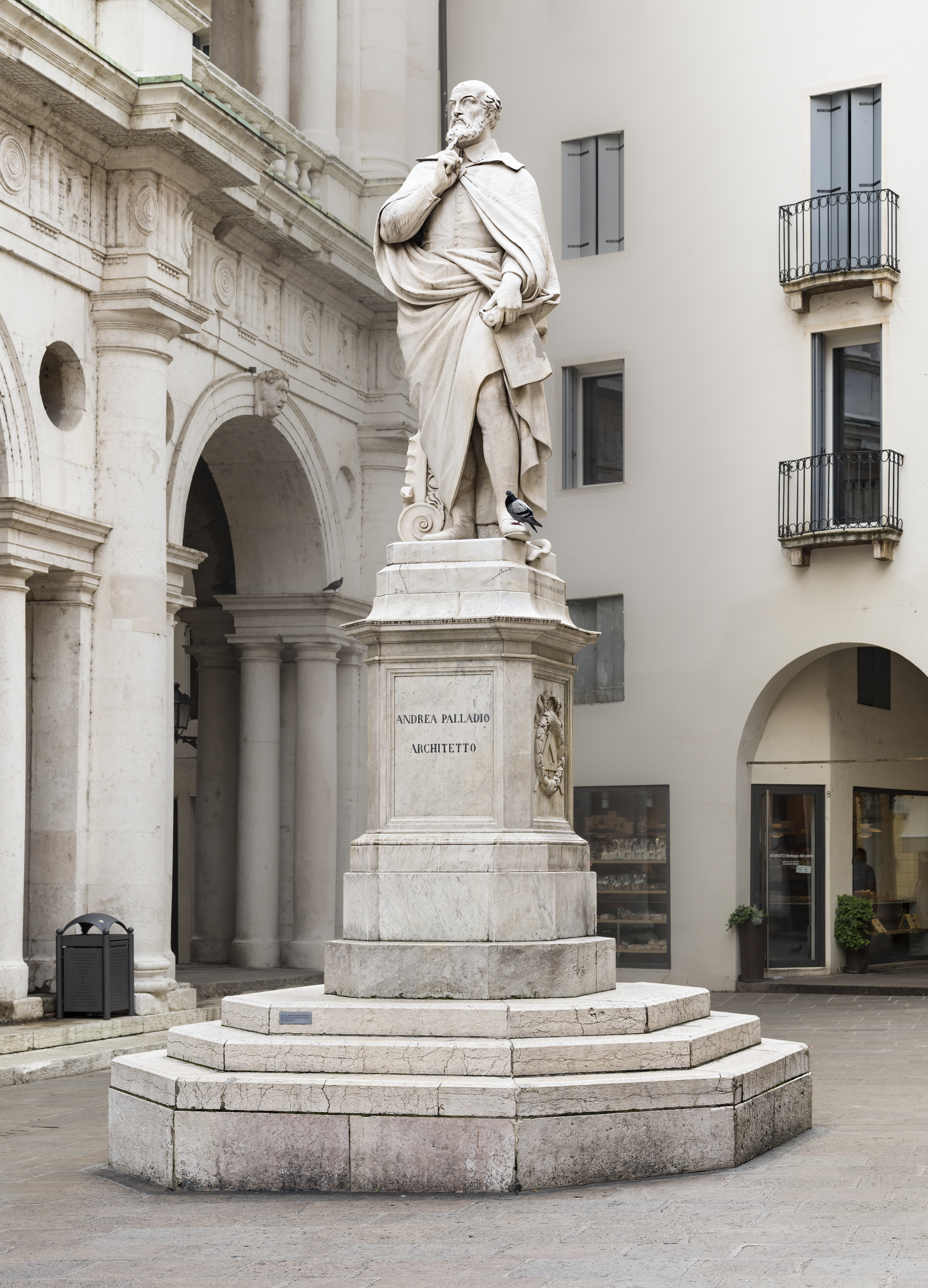
Andrea Palladio, famoso arquitecto vicentino.

Obra maestra de Palladio y monumento principal de la ciudad, fue construido en la segunda mitad del siglo XVI, alrededor del Palacio de la Razón (siglo XV) que amenazaba derrumbarse y necesitaba ser restaurado. El artista presentó su proyecto en 1549 y trabajó en la obra hasta su muerte (1580).
- El Teatro Olímpico, erigido por Palladio en 1580-1585 para la Accademia degli Olimpici. Las escenas son de Vincenzo Scamozzi.

Fue proyectado por Palladio poco tiempo antes de su muerte y terminado por Scamozzi entre 1550 y 1606. El edificio sirvió para los espectáculos de la Academia Olímpica e incluso actualmente se celebran en él espectáculos teatrales.
- Palazzo Chiericati, sede del museo de Vicenza.
- Palazzo Barbaran da Porto
- Palazzo Thiene
- Palazzo Porto Breganze

### Otros lugares

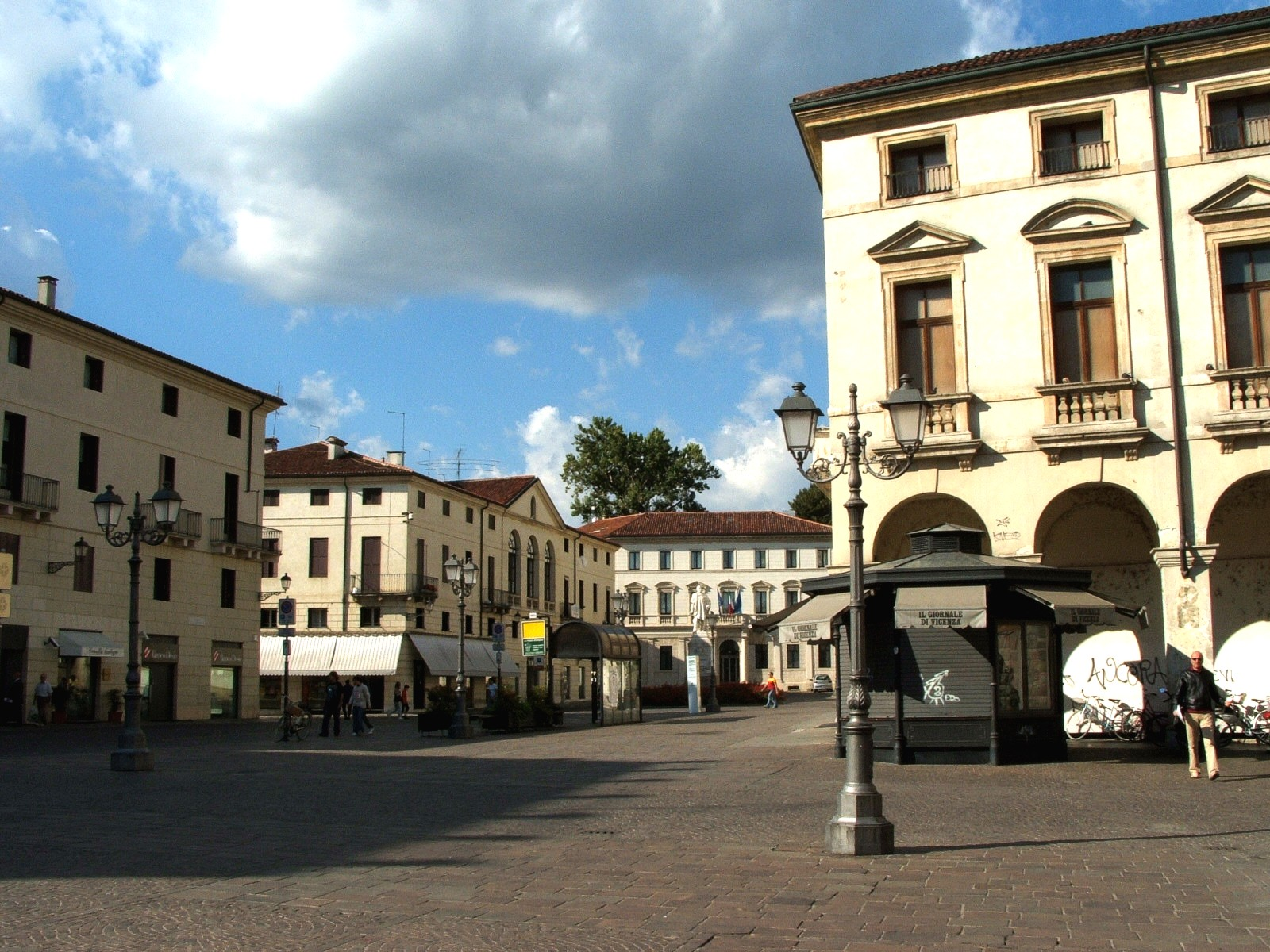
Piazza Castello en Vicenza.

#### Iglesias
- La catedral, que data de principios del siglo XI, y fue restaurada en el XIIII, el XVI y el XIX, posee numerosos cuadros y esculturas, la mayor parte de ellos de artistas vicentinos (Cittadello, Celestia, Liberi, Ruschi).
- La Iglesia del Ara Coeli (1244), anteriormente perteneciente a las Clarisas, contiene estatuas de Marinali y Cassetti, y cuadros de Tiepolo.
- Las iglesias del Carmine (1372) y Santa Catalina (1292), anteriormente pertenecientes a los Humiliati, posee cuadros destacados.
- Santa Corona (1260) iglesia gótica erigida por los dominicos después de la muerte de Ezzelino, y tiene cuadros como el Bautismo de Cristo, de Giovanni Bellini y la Adoración de los Magos de Paolo Veronés.
- Santa Croce (1179).
- SS. Felice y Fortunato (siglo VIII).
- SS. Filippo y Giacomo (siglo XII).
- San Lorenzo (1280), en estilo gótico, contiene las tumbas de muchos ilustres vicentinos.
- En el claustro de S. Maria de los servitas (1319) tuvieron lugar los milagros de san Felipe Benizi de Damiani.
- Basílica barroca del Monte Berico

#### Edificios seculares
- La torre del reloj (1224-1446).

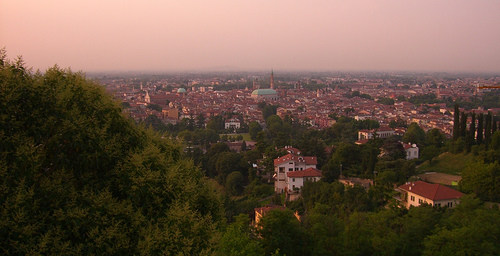
Vicenza vista desde el Monte Berico.

- La biblioteca municipal, fundada por el conde Giovanni M. Bertolo.
- Casa Pigafetta.
- El museo municipal (Pinacoteca Cívica) alberga sobre todo pinturas vicentinas en el palladiano Palazzo Chiericati.

En 1932, el ingeniero José Zanier proyectó y supervisó la construcción del edificio de Correos y Telecomunicaciones, que destaca por su estilo neoclásico y su funcionamiento interior, avanzado para la época de su realización. El Monumental Escolástico de Noventa Vicentina es otra obra cumbre del citado ingeniero ítalo-argentino.

## Deportes
El club de fútbol local, LR Vicenza Virtus, competirá en la Serie C, la tercera división del fútbol italiano. Su estadio es el Romeo Menti cuyo aforo supera los 20.000 espectadores.

## Ciudades hermanadas
- Annecy (Francia, desde 1995)
- Pforzheim (Alemania, desde 1991)
- Burgos (España)